# Gnomidolon gracile
Gnomidolon gracile es una especie de escarabajo longicornio del género Gnomidolon, categorizada en la tribu Hexoplonini, de la subfamilia Cerambycinae. Fue descrita por Gounelle en 1909.

## Descripción
Mide 7-8,33 mm de longitud.

## Distribución
Se distribuye por Brasil.